# Моздокский
Моздо́кский — хутор в Курском районе (муниципальном округе) Ставропольского края России.
До 16 марта 2020 года входил в состав сельского поселения Полтавский сельсовет.

## География
Расстояние до краевого центра: 246 км.
Расстояние до районного центра: 14 км.

## Население
| 1989 | 2002 | 2010 | 2021 |
| ---- | ---- | ---- | ---- |
| 253  | ↗260 | ↘255 | ↗300 |

Национальный состав
По данным Всероссийской переписи населения 2010 года:
| Народ      | Численность, чел. | Доля от всего населения, % |
| ---------- | ----------------- | -------------------------- |
| русские    | 133               | 52,2 %                     |
| аварцы     | 58                | 22,7 %                     |
| чеченцы    | 16                | 6,3 %                      |
| табасараны | 13                | 5,1 %                      |
| кабардинцы | 12                | 4,7 %                      |
| другие     | 23                | 9,0 %                      |
| всего      | 255               | 100 %                      |

## Памятники
- Памятник неизвестному советскому офицеру, погибшему в борьбе с фашистами[7]

## Кладбище
В 1 км к востоку от хутора расположено общественное открытое кладбище площадью 5 тыс. м².